# Maddalena penitente (Caravaggio)
La Maddalena penitente è un dipinto eseguito da Caravaggio attorno al 1594-1595 e conservato nella Galleria Doria Pamphilj di Roma.

## Storia

### La committenza
Il dipinto, di cui non si hanno certezze circa la committenza, fu realizzato tra il 1594 e il 1595, quando Caravaggio risiedeva con Giuseppe Cesari e Fantino Petrignani. Nel 1627, il dipinto fu inventariato nel Guardarobba [sic] del cardinal Pietro Aldobrandini. Il dipinto divenne poi parte della collezione Doria-Pamphilj in seguito al matrimonio (1640) di Olimpia Aldobrandini con Camillo Pamphilj. In questa circostanza, infatti, il dipinto entrò nella quadreria Pamphilj in quanto parte della dote di Olimpia. Grazie all'inventario, sappiamo anche che il quadro era corredato di una cornice dorata e decorata con le stelle araldiche Aldobrandini. Nonostante le informazioni sulla committenza siano ancora da chiarire, alcuni studiosi hanno ipotizzato che il dipinto sia nato in seno alla committenza del cardinal Francesco Maria Bourbon del Monte, che possedeva anche una copia della sensuale Maddalena penitente di Tiziano e che nel 1598-99, incaricò Caravaggio di raffigurare, l'altra sua amata santa, S. Caterina d'Alessandria.
la ricostruzione è totalmente sbagliata perché di recente si è potuto definitivamente chiarire come il quadro appartenesse, insieme al Riposo durante la fuga in Egitto, alla famiglia Vittrice e come dai Vittrice i quadri di Caravaggio siano passati direttamente ai Pamphilj. 

### La modella
Anche in questo dipinto, sembra che Caravaggio abbia ritratto Anna Bianchini, una delle prostitute che Caravaggio frequentava e che più di una volta utilizzò come modelle per i suoi dipinti. L'ipotesi identificativa si basa sulla descrizione della prostituta Anna Bianchini, con la quale Caravaggio ebbe un rapporto piuttosto turbolento;  aveva diciassette anni, era di bassa statura e portava lunghi e bei capelli rossicci, come si vede appunto nel quadro. Anna Bianchini posò, forse, anche per altre opere, quali la Morte della Vergine, Marta e Maria Maddalena (come Marta) e il Riposo durante la fuga in Egitto (per la figura della Vergine).

## Descrizione e stile

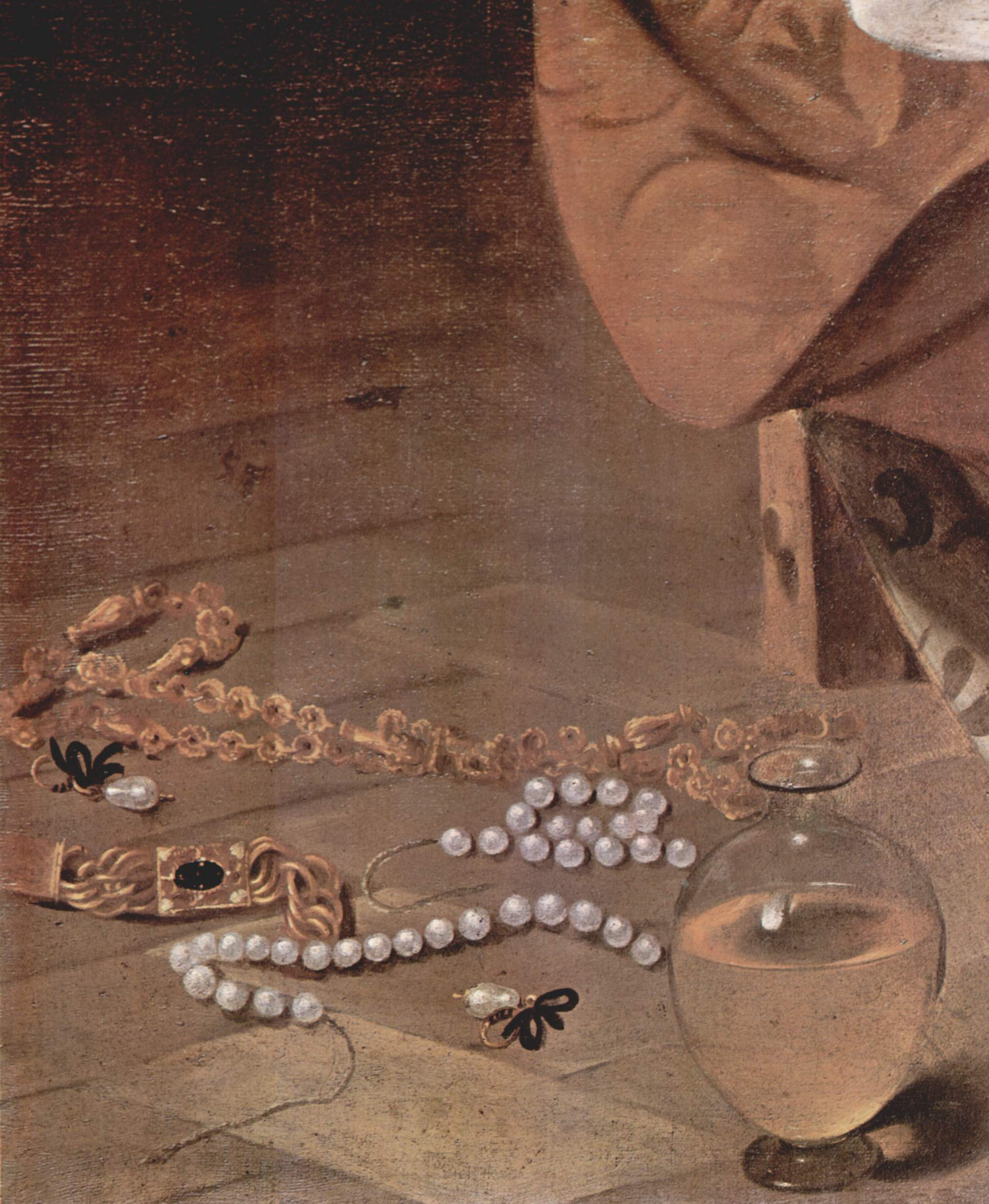
Particolare.

Il dipinto raffigura una ragazza, con un vestito elegante ma discinto, seduta su una sedia bassa, con i capelli sciolti, la testa chinata e le mani sul proprio grembo. Il dipinto è così descritto da Giovanni Pietro Bellori: «Dipinse una fanciulla a sedere sopra una seggiola, con le mani in seno in atto di asciugarsi li capelli, la ritrasse in una camera, ed aggiungendovi in terra un vasello di unguenti, con monili e gemme, la finse per Maddalena». Alla sua destra vi è una natura morta di gioielli sul pavimento. Essi sembrano alludere al rifiuto della vanità e del peccato. Accanto ai gioielli, una bottiglia trasparente e chiusa, contenente un liquido che la riempie per tre quarti. Secondo il romanziere Peter Robb, Bellori avrebbe erroneamente affermato che la fanciulla-santa si stia asciugando i capelli; ella, invece, sarebbe ritratta penitente, come sembrano indicare l'espressione triste  e piangente ed i gioielli gettati a terra. Lo sguardo della donna non è rivolto all'osservatore, ma verso il basso, in una posizione che è stata paragonata ad alcune rappresentazioni tradizionali di Gesù Cristo crocifisso. Una lacrima scende lungo la guancia al lato del naso.
Per ciò che riguarda la luce, lo studioso Maurizio Calvesi pone in evidenza come la luce (allegoria della salvezza divina) che irrompe nel buio della stanza (cioè del peccato) simboleggi la redenzione della Maddalena.